# NGC 2080
NGC 2080 又稱鬼頭星雲，是位於劍魚座大麥哲倫星系蜘蛛星雲南部的恆星形成區和發射星雲。大麥哲倫星雲是銀河系的衛星星系，距離地球168,000光年。
NGC 2080由約翰·赫歇爾於1834年發現。鬼頭星雲的直徑為50光年，因擁有的兩個明顯的白色斑塊而得名，被稱為“鬼眼”。西部斑塊稱為A1，其中心有一個氣泡，是由其所含的年輕大質量恆星產生的。東部的區域稱為A2，由新形成的星團中的幾顆年輕恆星組成，但它們仍然被其起源的塵埃雲所遮蔽。由於兩組塵埃雲都沒有因恆星輻射而消散，天文學家推斷這兩組恆星都是在過去10,000年內形成的。這些恆星開始在星雲中形成一個氣泡，噴湧出被稱為恆星風的物質。